# Nhà của Józef Mehoffer ở Kraków
Nhà của Józef Mehoffer là một chi nhánh của Bảo tàng Quốc gia tại Krakow dành riêng cho nghệ sĩ Józef Mehoffer, nằm ở Krakow, Ba Lan tại 26 đường Krupnicza.

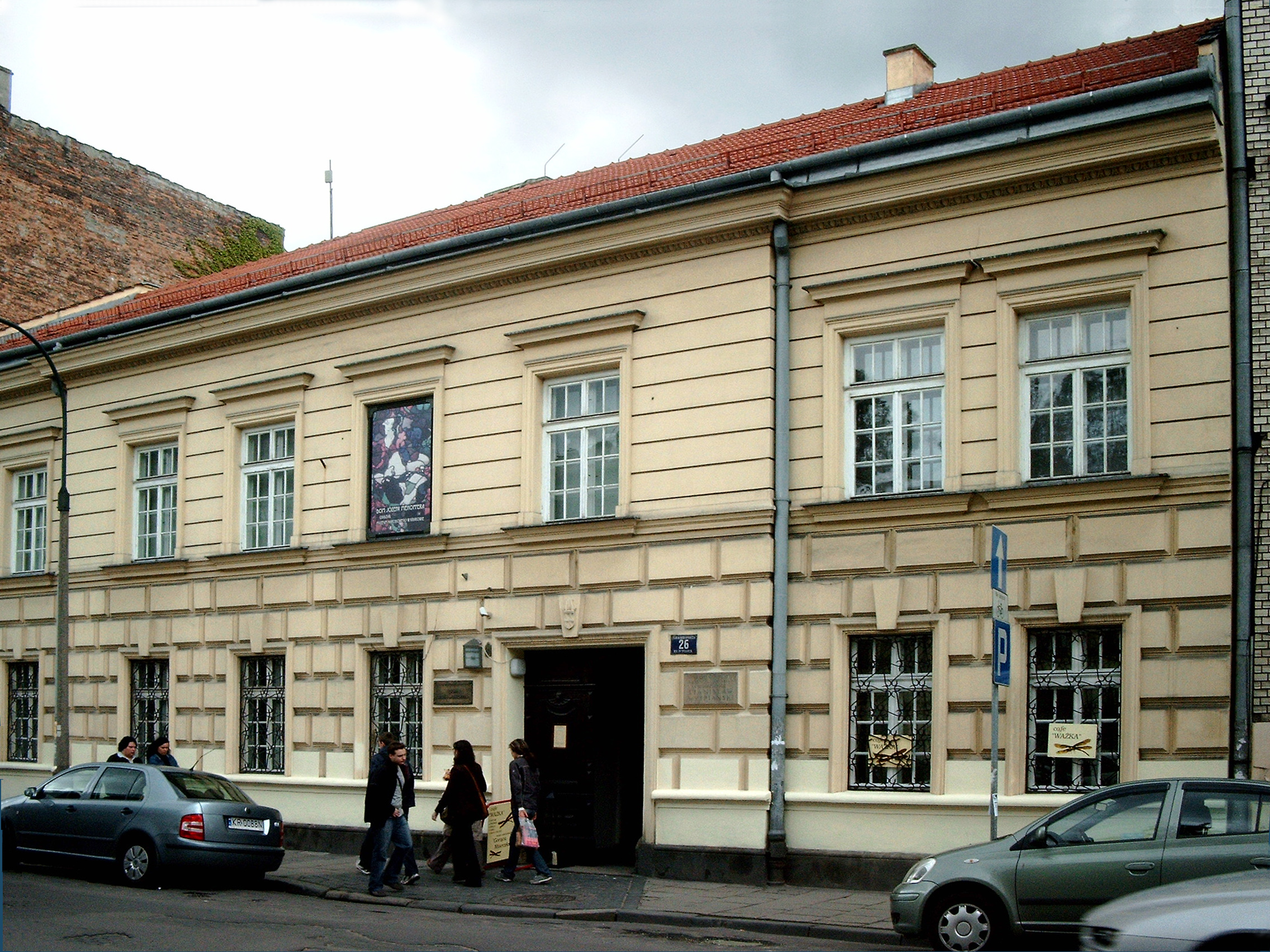
Tòa nhà nhìn từ bên ngoài

Ngôi nhà chung cư, nơi mà Stanisław Wyspiański đã được sinh ra (năm 1869) đã được mua lại vào năm 1932 bởi Józef Mehoffer, 63 tuổi. Gia đình Mehoffer gọi ngôi nhà này là "Cung điện dưới nón" từ nón thông, là một phần của việc trang trí hội trường và cầu thang.
Ý tưởng tạo ra một bảo tàng đã được gợi ý bởi Zbigniew Mehoffer, con trai của một nghệ sĩ, vào năm 1963. Gia đình Mehoffer đã được chuyển đến các căn hộ khác, nhưng mãi đến năm 1979, việc cải tạo bắt đầu, tiếp tục cho đến đầu những năm 1990.
Zbigniew Mehoffer đã không chờ đợi để mở bảo tàng lâu đời và ông đã qua đời vào tháng 10 năm 1985, và gánh nặng tiếp tục được duy trì bởi Ryszard Mehoffer (1922-2010), con trai của Zbigniew và cháu trai của Józef Mehoffer tiếp quản. Sau khi cải tạo tòa nhà vào năm 1986, tòa nhà đã được bàn giao theo ý muốn của gia đình cho Bảo tàng Quốc gia ở Krakow, và cũng như một nhánh dành riêng cho nghệ sĩ.
Năm 1987, Ryszard Mehoffer đã tặng đồ nội thất và đồ thủ công, cho phép sắp xếp nội thất bảo tàng. Trong những năm 1993 - 1995, ông cũng tặng các tài liệu mang tính biểu tượng, hình ảnh, thư viện và bộ sưu tập vải. Bảo tàng đã nhận được các tác phẩm điêu khắc tiền gửi, ba cửa sổ kính màu, 120 công trình dầu, bản vẽ, thiết kế nhiều màu và cửa sổ kính màu, cũng như các bản khắc gỗ của Nhật Bản (khoảng 50 miếng) và một bộ quà lưu niệm gia đình.
Nội thất đã được xây dựng lại trên cơ sở các bức ảnh lưu trữ, thư từ gia đình cũng như ký ức và lời khuyên của Ryszard Mehoffer và chị gái Magdalena Mehoffer-Skarżyńska.
Triển lãm bao gồm 16 phòng với tổng diện tích 400 mét vuông. Các tang vật thu thập được một phần là tiền gửi của gia đình Mehoffer và một phần chúng là tài sản của Bảo tàng Quốc gia ở Krakow.